# Philippe Omnès
Philippe Omnès, född den 6 augusti 1960 i Paris, Frankrike, är en polsk fäktare som bland annat tog OS-silver i herrarnas florett i samband med de olympiska fäktningstävlingarna 1992 i Barcelona.